# شورلت اونیکس
شورلت اونیکس (انگلیسی: Chevrolet Onix) یک خودروی کامپکت کوچک است که توسط شرکت شورلت، خودروساز آمریکایی در نمایشگاه بین‌المللی خودروی سائو پائولو سال ۲۰۱۲ در برزیل رونمایی شد. نسل دوم این خودرو نیز در سال ۲۰۱۹ در چین و در نمایشگاه خودروی شانگهای معرفی شد. این مدل در برزیل به‌عنوان جانشین شورلت کورسا و برخی نسخه‌های شورلت سلتا معرفی شد. شورلت اونیکس که در کارخانه‌های شورلت در گراواتای و سائو کتانو دو سول تولید می‌شود، یک خودروی هاچ‌بک پنج‌در است. مدل سدان چهار در آن نیز در برزیل با نام شورلت اونیکس پلاس، و در کلمبیا با نام اونیکس سدان به‌فروش می‌رسد.
شورلت اونیکس از اوت ۲۰۱۵ تا ژوئن ۲۰۲۰ برای ۵۹ ماه متوالی پرفروش‌ترین خودروی بازار برزیل بوده‌است و سپس مقام نخست خود در بازار برزیل را در ژوئیهٔ ۲۰۲۰ به خودروی فولکس‌واگن تی-کراس واگذار کرد. اونیکس با فروش بیش از ۲۴۹٬۵۵۲ دستگاه در سال ۲۰۱۸، پرفروش‌ترین خودروی سال در آمریکای لاتین نیز بوده‌است.